# Bella van der Spiegel-Hage

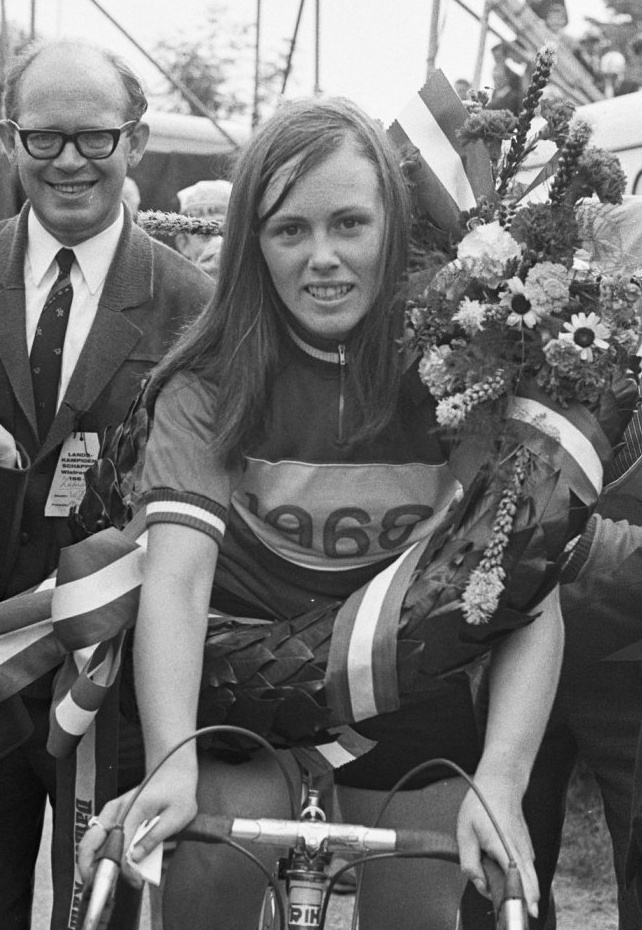
Bella Hage, 1968

Bella van der Spiegel-Hage (* 5. Mai 1948 in Sint Maartensdijk) ist eine ehemalige niederländische Radrennfahrerin.
Dreimal – 1966, 1967 und 1968 – wurde Bella van der Spiegel-Hage niederländische Meisterin im Straßenrennen. In drei weiteren Jahren wurde sie Vize-Meisterin. Zudem gewann sie zahlreiche heimische Kriterien.
Van der Spiegel-Hage stammt aus einer Radsport-Familie: Ihre Schwester Keetie van Oosten-Hage wurde mehrfach niederländische Straßenmeisterin und zweimal Weltmeisterin. Auch die jüngste Schwester Heleen Hage errang den nationalen Titel.